# Arrondissement Croix-des-Bouquets

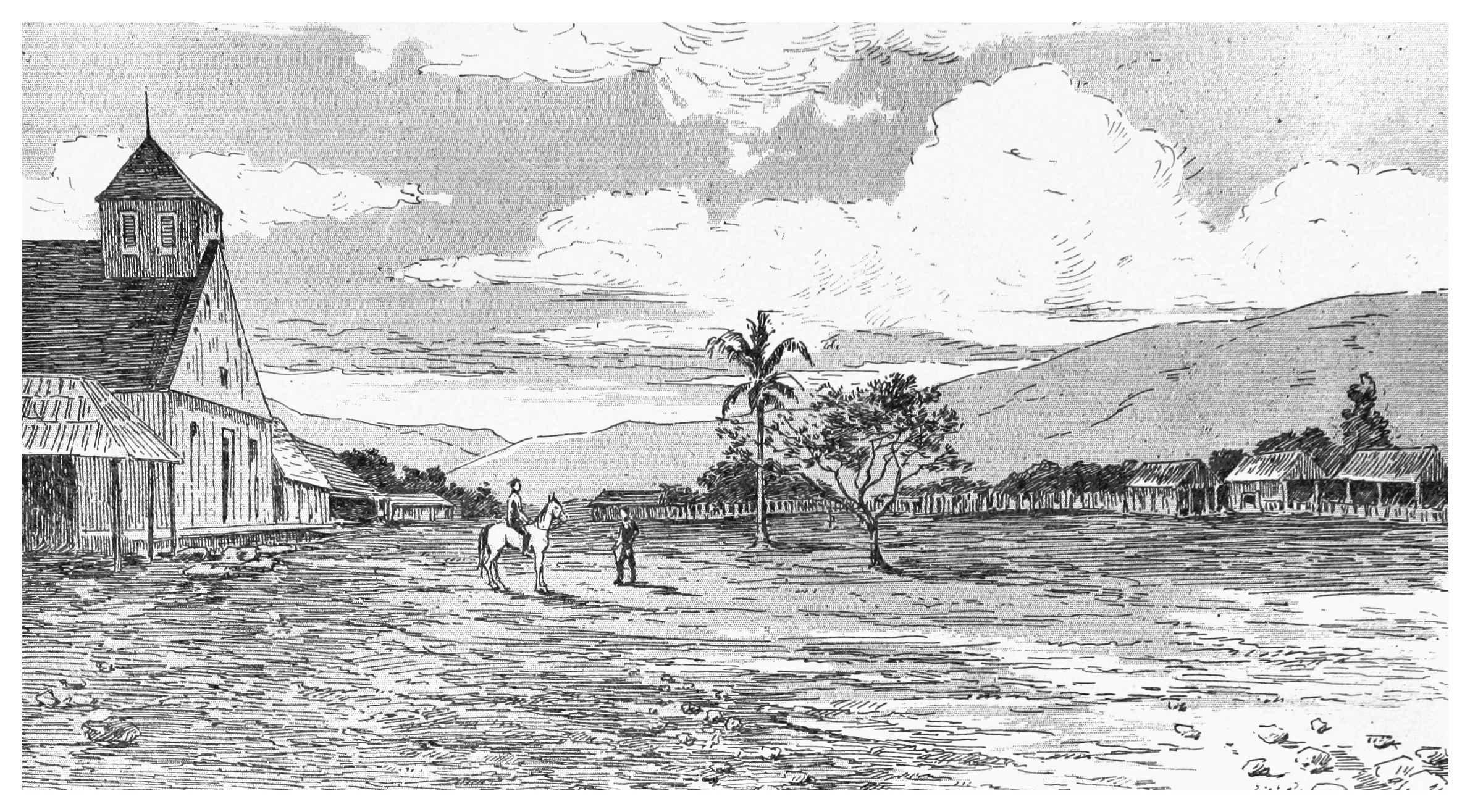
Historische Ansicht von Croix-des-Bouquets (Ende des 19. Jahrhunderts)

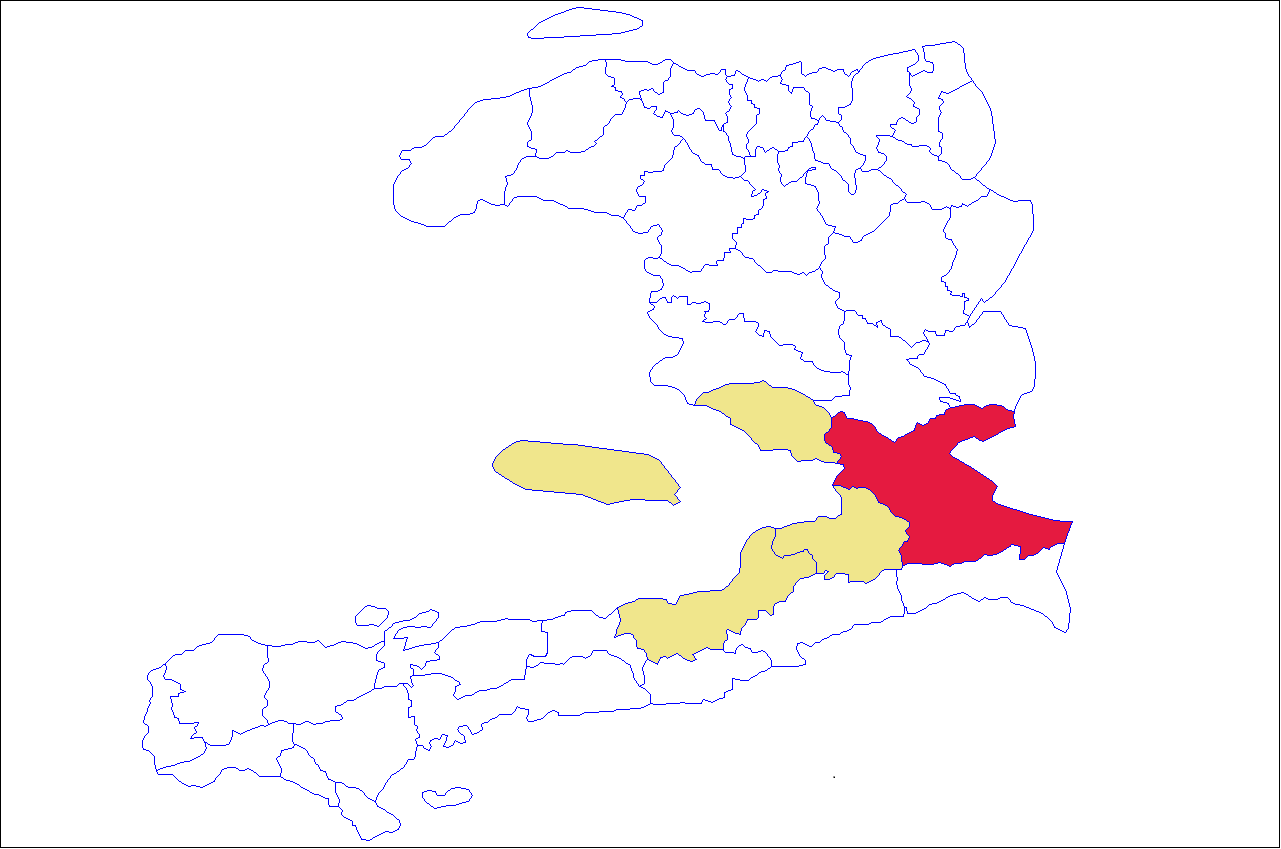
Lage des Arrondissements Croix-des-Bouquets in Haiti und im Département Ouest

Das Arrondissement Croix-des-Bouquets (haitianisch-kreolisch: Kwadèbouke) ist eine der fünf Verwaltungseinheiten des Départements Ouest, Haiti. Hauptort ist die Gemeinde Croix-des-Bouquets.

## Lage und Beschreibung
Das Arrondissement liegt im Osten des Départements Ouest zwischen der Hauptstadtregion von Port-au-Prince und der Grenze zur Dominikanischen Republik (Provinz Independencia). Benachbart sind im Norden das Arrondissement Mirebalais, im Nordosten das Arrondissement Lascahobas, im Süden das Arrondissement Belle-Anse, im Westen das Arrondissement Port-au-Prince und im Nordwesten das Arrondissement Arcahaie.
In dem Arrondissement gibt es sechs Gemeinden:
- Croix-des-Bouquets (rund 250.000 Einwohner),
- Thomazeau (rund 53.000 Einwohner),
- Ganthier (rund 62.000 Einwohner),
- Fonds-Verrettes (rund 50.000 Einwohner),
- Cornillon (rund 60.000 Einwohner) und
- Canaan (rund 20.000 Einwohner).

Das Arrondissement hat insgesamt rund 475.000 Einwohner (Stand: 2015).
Die Gemeindebezirke Croix-des.Bouquets und Canaan zählen mehrheitlich als Vorstädte zu der Metropolregion Port-au-Prince. Canaan wurde als Siedlungsgebiet nach dem schweren Erdbeben des Jahres 2010 neu geschaffen, um für obdachlos gewordenen Einwohner Raum zu schaffen.
Die Route Nationale 8 (RN-8; Port-au-Prince – Cap-Haitien) verläuft durch das Arrondissement auf ganzer Länge. Sie verbindet die Metropolregion Port-au-Prince, beginnend in Croix-des-Bouquets, mit der Grenze zur Dominikanischen Republik bei Malpasse. Ihr östlicher Abschnitt führt unmittelbar am Étang Saumâtre, dem größten See der Insel Hispaniola, entlang. Verbindungen bestehen zur Route Nationale 1 (RN-1) und zur Route Nationale 3 (RN-3) in Croix-des-Bouquets, zur Route Départemenale RD-801 in Ganthier und in der dominikanischen Republik zur DR-46 an der Grenze.